# پومن تیرا
پومن تیرا (به اسپانیایی: Puman Tira) یک کوه در پرو است که در Peru, Cusco Region واقع شده‌است. پومن تیرا ۵٬۱۰۰ متر بالاتر از سطح دریا واقع شده‌است.